# Laurent Guyard
Pour les articles homonymes, voir Guyard.
Laurent Guyard (ou Guiard), né le 22 juillet 1723 à Chaumont en Bassigny et mort le 31 mai 1788 à Carrare (Italie), est un sculpteur français.

## Biographie
Né dans une famille pauvre, il est mis en apprentissage chez un maréchal ferrant. Dans cet atelier, il se fait remarquer pour la qualité de ses dessins.
Envoyé à Paris, il a pour maître Jean-Baptiste Bouchardon et remporte le grand prix de sculpture en 1750. En butte à la jalousie de son propre maître qui s'évertue à l'empêcher de rentrer à Rome et lui ferme les portes de l'Académie, il s’expatrie et est appelé à Parme par le duc Ferdinand, qui va le combler de faveurs.

## Œuvres
Parmi ses œuvres, il faut citer : un groupe d’Énée et Anchise, pour le grand Frédéric ; des copies de l’Apollon du Belvédère, du Gladiateur, au Luxembourg ; le monument élevé à Saint Bernard à Clairvaux, le mausolée de la princesse de Gotha ; un marbre de L'Amour prêt à tirer à l'arc qui se trouvait dans un jardin public de Parme.
En son cabinet après son décès ont été recueillis des plâtres Enée et Anchise, Statue équestre du roi, une étude pour une statue de Louis XV, Atlas.

## Hommage
En son honneur, la ville de Chaumont renomme la rue Thomino en rue Guyard le 6 mai 1839.